# Santa Maria Hoè
Santa Maria Hoè es una localidad y comune italiana de la provincia de Lecco, región de Lombardía, con 2.220 habitantes.

## Evolución demográfica
| Gráfica de evolución demográfica de Santa Maria Hoè entre 1861 y 2001 |
|                                                                       |
| Fuente ISTAT - elaboración gráfica de Wikipedia                       |